# Falls City (Oregon)
Falls City is een plaats (city) in de Amerikaanse staat Oregon, en valt bestuurlijk gezien onder Polk County.

## Demografie
Bij de volkstelling in 2000 werd het aantal inwoners vastgesteld op 966. In 2006 is het aantal inwoners door het United States Census Bureau geschat op 1037, een stijging van 71 (7,3%).

## Geografie
Volgens het United States Census Bureau beslaat de plaats een oppervlakte van 3,2 km², geheel bestaande uit land. Falls City ligt op ongeveer 217 m boven zeeniveau.

## Plaatsen in de nabije omgeving
De onderstaande figuur toont nabijgelegen plaatsen in een straal van 24 km rond Falls City.